# Pôle d'équilibre territorial et rural du Val de Lorraine
Le PETR du Val de Lorraine, également appelé Territoire Val de Lorraine, est un Pôle d'équilibre territorial et rural et un des six territoires du département de Meurthe-et-Moselle. Il est situé entre Nancy et Metz, dans la partie centrale du département, dans la région historique et culturelle de Lorraine.
À la suite de regroupements d’intercommunalités, il en compte 4 et regroupe 106 communes.
Situé au centre de la Lorraine, entre Nancy et de Metz, ce territoire a été historiquement un bassin sidérurgique important, ce qui explique qu’il soit traversé de plusieurs axes de communication comme l’autoroute A31, la voie ferrée du réseau TER Lorraine, la voie fluviale (avec le port de Frouard), et la ligne TGV Est qui passe par la gare de Vandières et permet des jonctions directes vers les aéroports parisiens, des villes de l’Ouest de la France, du Sud-Ouest, mais aussi Strasbourg. La sidérurgie à connu un déclin important depuis les années 80. La fonction de communication se retrouve pour partie dans le réseau de mobilité douce, avec le sentier pédestre GR 5 (de la Hollande à Nice) et la voie bleue (cycliste) qui suit la Moselle.
Son originalité réside dans l'association étroite de la société civile aux instances de décision : ainsi, les chefs d'entreprises du pays (réunis au sein d'une association Val de Lorraine Entreprendre) et les acteurs socio-culturels, disposent de siège au sein du bureau et du conseil d'administration.[source insuffisante]

## Membres
Intercommunalités membres :
- Communauté de communes du Bassin de Pompey
- Communauté de communes du Bassin de Pont-à-Mousson
- Communauté de communes Mad et Moselle
- Communauté de communes de Seille et Grand Couronné

## Rôles
Quelques collectivités du fond de vallée de la Moselle initialement réunies pour faire face, ensemble, à la crise industrielle des années 1980.
Puis le pays s'est agrandi. L'association de développement des vallées de la Meurthe et de la Moselle s'est transformée en pays Loi Voynet en 2003.
Au fil des années, le pays du Val de Lorraine s'est doté de plusieurs outils, dont une agence d'urbanisme (ADEVAL), des structures d'aide à la création et au développement d'entreprises (pépinière d'entreprises, plate forme d'initiative locale, pôle création) ou œuvrant dans le domaine de l'insertion et de l'emploi (mission locale, maison territoriale de l'emploi).